# Arriva RP

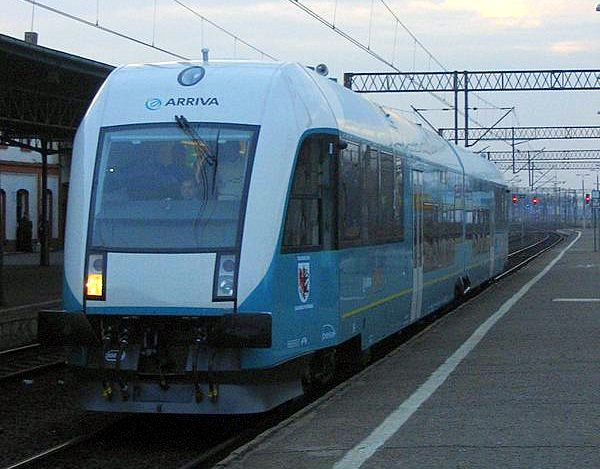
Jednotka SA134-001 dopravce Arriva PCC

Arriva RP Sp. z o.o. (do 25. června 2010 Arriva PCC Sp. z o.o.) je společný podnik polského logistického operátora DB Schenker Rail Polska (dříve PCC Rail) a britského provozovatele veřejné osobní dopravy Arriva. Cílem společnosti, která byla založena v roce 2007, je provozování osobní železniční dopravy v Polsku.

## Historie
V roce 2007 byla uzavřena dohody o vytvoření společného podniku mezi PCC Rail a britským autobusovým a železničním operátorem Arriva. 19. června 2007 pak polský antimonopolní úřad schválil vznik společnosti Arriva PCC Sp. z o.o., kde má každý podílník (PCC Rail a Arriva) poloviční podíl.

## Provoz

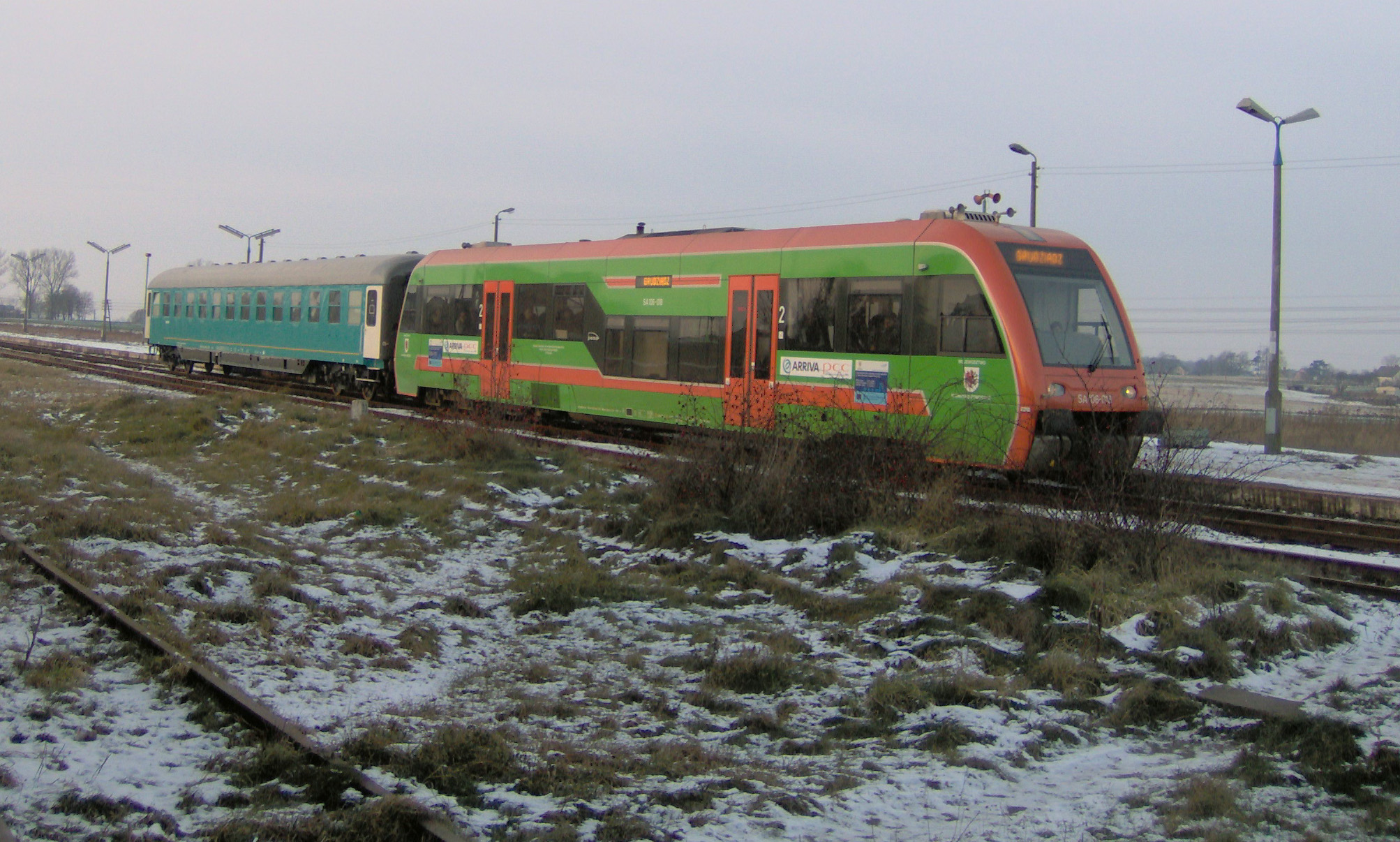
Vlak Arriva PCC vedený motorovým vozem SA106

### Kujavsko-pomořské vojvodství
Konsorcium PCC Rail a Arriva se pak v roce 2007 účastnilo výběrového řízení na obsluhu neelektrizovaných tratí v Kujavsko-pomořském vojvodství osobními vlaky od prosince 2007 po dobu tří let. Toto konsorcium zvítězilo, když nabídlo cenu o cca 30 % nižší než druhý účastník soutěže, státní společnost PKP Przewozy Regionalne. Smlouva o provozování osobní dopravy mezi vojvodstvím a konsorciem byla podepsána 9. srpna 2007. Provoz vlaků v režii Arriva PCC byl zahájen 9. prosince 2007, především s použitím 13 kusů motorových vozů řady SA106 pronajatých od vojvodství, v menší míře též vlastních vozidel. V důsledku nedostatku vozidel jezdily vlaky zpočátku se zpožděními, nebo byly odříkány či nahrazovány autobusy. Za uvedené problémy v prvních týdnech provozu musela Arriva PCC zaplatit objednateli, tj. Úřadu maršálka, smluvní pokutu ve výši asi 300 tisíc PLN.
V roce 2008 vypsalo Kujavsko-pomořské vojvodství výběrové řízení na provozování osobních vlaků na trati Bydgoszcz – Unisław - Chełmża, která byla osm let bez pravidelné osobní dopravy. Do výběrového řízení se opět přihlásily firmy PKP Przewozy Regionalne a Arriva PCC. Pro výběr dopravce přitom byla stanovena dvě kritéria: cena (s váhou 70 %) a přesnost jízdy vlaků (s váhou 30 %). Otevření obálek s nabídkami proběhlo 1. srpna 2008 a nabídky byly následující: PKP Przewozy Regionalne nabídly cenu 13,93 PLN/vlkm a přesnost 95 %, Arriva PCC nabídla cenu 11,77 PLN/vlkm a přesnost 94,44 %. Přestože byla nabídka firmy Arriva PCC výhodnější, úřad maršálka se rozhodl vyhlásit druhé kolo výberového řízení, ve kterém Arriva PCC potvrdila původní cenu, kdežto PKP Przewozy Regionalne snížily cenu na částku 10,59 PLN/vlkm pro rok 2008 a 10,73 PLN/vlkm pro rok 2009 a staly se tak vítězem výběrového řízení. Proti způsobu výběrového řízení, resp. proti předem neohlášenému druhému kolu, podala Arriva PCC protest Úřadu maršálka i poté na Úřad veřejných zakázek, ale oba protesty byly odloženy. Přestože Arriva PCC původně deklarovala, že v případě odložení jejich protestů se bude bránit soudní cestou, nakonec se rozhodla tak neučinit.
Na období let 2011 až 2020 vyhlásil Úřad maršálka výběrové řízení na provozování regionálních vlaků na území vojvodství. V balíku na provozování vlaků na neelektrizovaných tratích zvítězila společnost Arriva RP s nabídkou 17,99 PLN/vlkm při včasnosti jízdy vlaků 91,17 %, zatímco konkurent Przewozy Regionalne nabídl 35,48 PLN/vlkm při přesnosti jízdy 90 %.

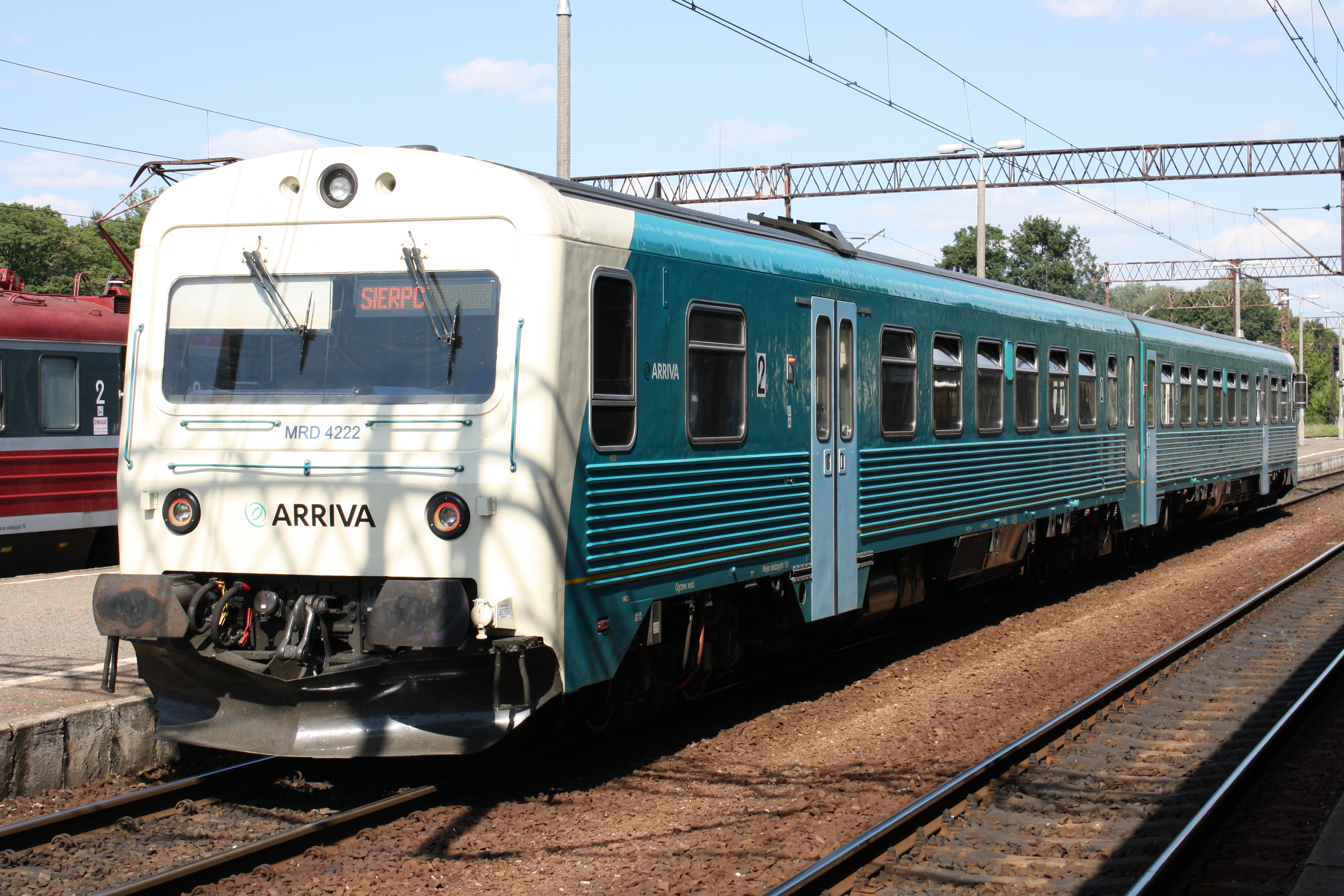
Motorový vůz řady MRD pocházející z Dánska ve stanici Toruń Główny

### Podleské vojvodství
Arriva PCC se v roce 2008 hodlala zúčastnit také výběrového řízení na provozování osobní železniční dopravy v Podleském vojvodství. Nakonec se však společnost výběrového řízení nezúčastnila s poukazem na to, že na přípravu nabídku i na přípravu samotného provozu v případě získání zakázky bylo příliš málo času (výběrové řízení proběhlo na jaře 2008 a provoz měl být zahájen od prosince téhož roku).

### Pomořské vojvodství
1. března 2009 zahájí Arriva PCC osobní dopravu na trati Malbork - Kwidzyn - Grudziądz v Pomořském vojvodství. Vlaky budou provozovány na objednávku Úřadu maršálka Pomořského vojvodství, který nového provozovatele vybral bez výběrového řízení na základě tzv. pozvání k vyjednávání. Důvodem pro využití nabídky dopravce Arriva PCC bylo to, že se jedná o jedinou firmu, která je schopná na danou trasu nasadit motorové vozy, jejichž provoz je levnější a mají možnost jízdy vyšší traťovou rychlostí než vlaky tažené lokomotivou.